# イグの呪い
『イグの呪い』（イグののろい、原題：英: The Curse of Yig）は、アメリカ合衆国のホラー小説家ゼリア・ビショップによる短編ホラー小説。ゼリア・ビショップの3作品の最初の1つ。
『ウィアード・テイルズ』1929年11月号に掲載された。3作品まとめたゼリア・ビショップの単行本『The Curse of Yig』が、1953年にアーカムハウスから刊行されており、表題作が単行本タイトルになっている。
怪奇小説家のハワード・フィリップス・ラヴクラフトが添削を行っている。そのためクトゥルフ神話、特にラヴクラフト神話の1つとなっている。ビショップのメモを原案に、ラヴクラフトがプロットを作り、全文章を執筆し、タイトルも付けた。原稿料は当時の17ドル50セント。
1925年の主人公が、1889年に起こった事件を聞くという形式をとっている。神罰をテーマとし、夫婦愛が悲劇を生む。

## 解説
ビショップはミズーリ州出身であり、本作品および『墳丘の怪』は中西部オクラホマ州を舞台としている。両作品について、東雅夫はビショップについて「中西部の風土に根差した恐怖を追求」「他の作家の神話作品にはあまり見られない、米国の辺境地域特有の土俗的怪異が盛り込まれ、異彩を放っている」と解説し、本作には「コズミック・ホラーというよりも、楳図かずおの恐怖漫画さながらの生理的恐怖を掻きたてたやまない異色作」と解説している。朱鷺田祐介は「ラヴクラフトらしいグロテスクな描写や二弾落ちがよく効いた佳作」と評され、また女性作家ビショップが関わったゆえのラヴクラフト単独では為し得なかった特性について解説している。
クトゥルフ神話においては、蛇神イグを生み出した作品である。本作品では地上での土俗性が強調されるが、次作『墳丘の怪』では地底世界のコズミック・ホラーが強調される。また、中南米神話の蛇神は、ラヴクラフト作品においてはイグ・クトゥルフと関連して着目される。イグは、いわゆる旧支配者達と異なり特に隠されてもおらず、作中基準で知名度が高い神格である。

## あらすじ
西部開拓時代の1889年。新しい土地に移住するため、幌馬車で出発したデイヴィス夫妻は、道中で蛇神イグの伝承と呪いの話を聞く。亭主ウォーカーは、もともと蛇をおそれる気質で、旅の野宿に一段と用心深くなる。ある野宿の夜、崖の陰で妻オードリーと老犬ウルフが、ガラガラ蛇の巣と数匹の子蛇を見つけ、とても亭主には見せられないと判断し、即座に叩き殺す。だが、その様子を見てしまったウォーカーはオードリーを責め、蛇と神罰に怯える。
夫妻はオクラホマのビンガー村に到着し、小屋を建てて耕作を始める。蛇達が飢えてイグの気性が荒くなるという秋が近づき、インディアン達はイグを鎮める儀式でトムトムを奏で、ウォーカーも祈りや呪文を唱え、オードリーは精神的に追い詰められる。10月31日（ハロウィン）、隣人達を集めた宴会を終えた夫妻は、底冷えしてきたため、暖炉に丸太を入れて朝までもつよう準備してから就寝する。
夜中、オードリーはイグの悪夢を見て目覚めるが、ウォーカーも目を覚ましていた。物音がして、オードリーはイグの呪いかと言い出すが、ウォーカーは震えながら「ただの動物が屋内の熱を求めて来ただけだろう」と否定する。追い払うために角燈をつけて確認したところ、ガラガラ蛇達がひしめき合っていた。ウォーカーが倒れ込み、角燈の火が消えて部屋は再び闇に包まれる。オードリーは、イグの呪いがウォーカーを殺したと信じ込む。続いて遠くでインディアン達が奏でていた蛇神を鎮めるトムトムの音色が止み、代わりに暗闇の室内で別の者の息遣いを感じ、オードリーは恐怖におののく。そして窓の夜空を背景に、人間じみた魔物の黒々とした姿が、オードリーに近づいてくる。オードリーは呪いで蛇に変えられてしまう恐怖に追い詰められ、斧を取り反撃する。
翌日、夫妻の隣人サリーが家を訪れ、毒蛇にかまれて死んだ飼い犬のウルフを見つける。次いで、頭を斧で打ち付けられたウォーカーの遺体と、虚ろな目で床を這いまわるオードリーが発見される。ウォーカーは気を失っただけであり、意識を取り戻した後に暗闇の中で蛇に怯えたオードリーによって、イグと誤解されて殺されたのである。狂ったオードリーは、やがて身体までも蛇のように変貌する。
1925年、考古学者の「わたし」は、インディアンの蛇伝承を求めてオクラホマ州ガスリーの精神病院を訪れる。わたしは、地下病室には半ば蛇と化して這う患者を目撃し、イグの呪いで蛇に変えられた犠牲者が実在したことを知る。精神病院の院長であるマクニールは、1889年に起きたデイヴィス夫妻の事件について語った後、オードリーはすでに死亡しており、先の患者はオードリーが事件の9ヶ月後に産み落とした子だと説明する。さらに、彼女には子が3匹いたが、もっとひどかった2匹は既に死んだことも判明する。

## 主な登場人物

### 1925年
- 「わたし」 - 考古学者。インディアンの蛇神の伝承を求めて、オクラホマの精神病院を訪れる。
- マクニール院長 - 精神病院の院長。博識な科学者で、超自然など無いというスタンスをとる。1889年の事件の出来事を整理して、主人公に説明する。
- 入院患者 - イグの呪いの犠牲者。全裸で、体毛が全く無く、肩の周りに斑紋があり、皮膚が鱗状に変化している。床を這い、しゅうしゅうと呼吸音を立てる。

### 1889年
- ウォーカー・デイヴィス - 西部開拓の耕作民。アーカンソー州からオクラホマ州のビンガー村に引っ越してきた。普段は勇気ある強い男だが、蛇を異常に恐れるという気質を抱えており、話をされるだけで青ざめ、見るだけで痙攣の発作を起こす。
- オードリー・デイヴィス - ウォーカーの妻。蛇を恐れる夫を気遣う。
- ウルフ - ディヴィス夫妻の飼い犬。シェパードとコヨーテの血を引く巨犬だが、老齢で役には立たない。
- コンプトン夫妻 - ビンガー村のデイヴィス夫妻の隣人。同様の開拓民。妻サリーは1925年時点でも存命で、次作『墳丘の怪』に登場する。

### 土俗神
イグ
インディアン伝承に知られる、半人半蛇の魔物。蛇達の父。基本的には温厚だが、飢えの季節には危険になり、ときには復讐の神罰を下す。自分の子供達に強い執着を持ち、蛇を殺した人間を斑紋のある蛇に変えてしまうと恐れられている。
かつてはそれほど秘密にもされず、インディアンや交流ある白人にも知られていたが、1889年のある事件をきっかけに、誰も口にしなくなった。

## 関連作品
- 墳丘の怪 - 第2作・続編。同主人公が1928年にビンガー村を訪れる。『イグの呪い』で言及された人物達、コンプトン（カンプタン）やグレイ・イーグル酋長が直接登場する。
- メデューサの呪い（英語版） - 第3作。蛇のようにうねる髪をもつ妖婦の話。クトゥルフ神話である。
- ホーホーカムの怪 - ブルース・ブライアンが1937年にウィアード・テールズ誌に発表した短編ホラー。『イグの呪い』にインスパイアされたと考えられている。

## 収録
- 『クトゥルー7』青心社文庫、東谷真知子訳
- 『ク・リトル・リトル神話集』国書刊行会、那智史郎訳
- 『ラヴクラフト全集 別巻〈上〉』創元推理文庫、大瀧啓裕訳
- 『這い寄る混沌 新訳クトゥルー神話コレクション3』星海社FICTIONS、森瀬繚訳